# Juicepress

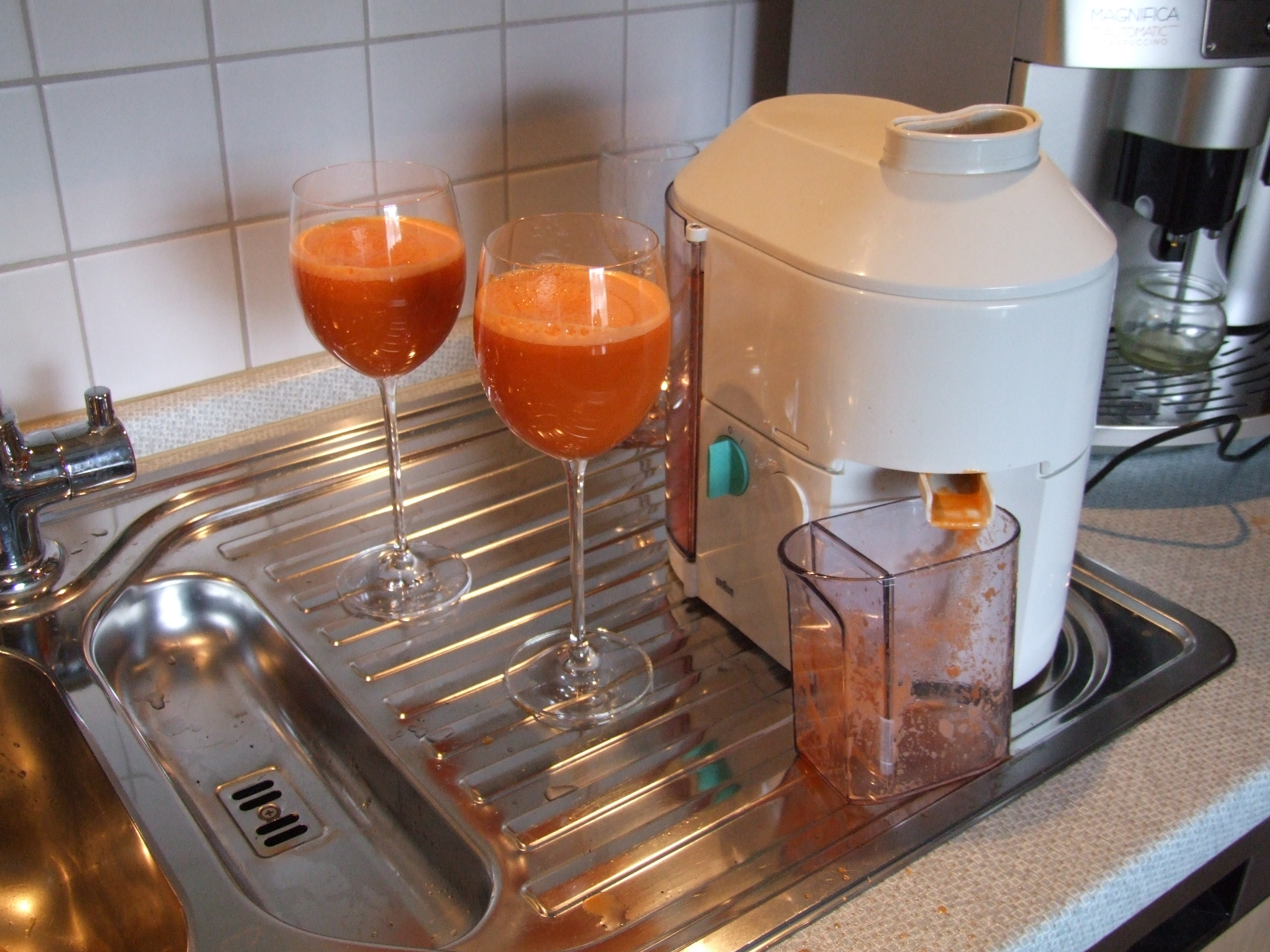
Juicepress.

En juicepress är ett pressverktyg för att utvinna råsaften ur frukter, grönsaker och bär.

## Användning
Juicepress används för frukter, grönsaker och bär.

## Konstruktion
Frukterna skärs i halvor och halvorna trycks mot juicepressens kon med lameller. Om juicepressen är manuell vrider man runt frukthalvorna samtidigt som man trycker ner frukten. Om pressen är elektrisk kommer konen att börja snurra och man behöver bara trycka frukten nedåt.
Runt pressens kon finns små hål som separerar lossnat fruktkött från juicen. Genom hålen rinner sedan råsaften ner i en behållare som man sedan kan tömma i ett glas eller tillbringare. En viss mängd fruktkött brukar åka ner i behållaren, men går att separera bort genom efterfiltrering.
För en mer noggrann utvinning av råsaften i citrusfrukter kan man istället använda en råsaftcentrifug.